# .qa
.qa és el domini de primer nivell territorial (ccTLD) de Qatar.
Des de setembre de 2011, el públic en general pot registrar noms de domini de Qatar per mitjà dels registradors acreditats. Abans d'això hi va haver un període "alba" durant el qual els propietaris de marques registrades van tenir preferència per reservar noms.
Els registradors acreditats per oferir dominis .qa són: Qtel, W3infotech, IP Mirror, Ascio, MarkMonitor, Marcaria.com, EPAG Domainservices, Safenames, CPS-Datensysteme, DomainMonster, i InternetX.
ictQATAR, que gestiona el registre de dominis de Qatar, va liderar el procés per a la creació del domini en àrab, i va ser un dels primers països a obtenir-lo.
Els dominis de Qatar disponibles mitjançant registradors aprovats són: .qa, .com.qa, .net.qa, .name.qa i en àrab, قطر.. Aquest últim es representa com a .xn--wgbl6a en Punycode. Els dominis que es registren directament a Qatar Domains Registry són: .gov.qa, .mil.qa, .org.qa, .edu.qa and .sch.qa.